# 上海六百

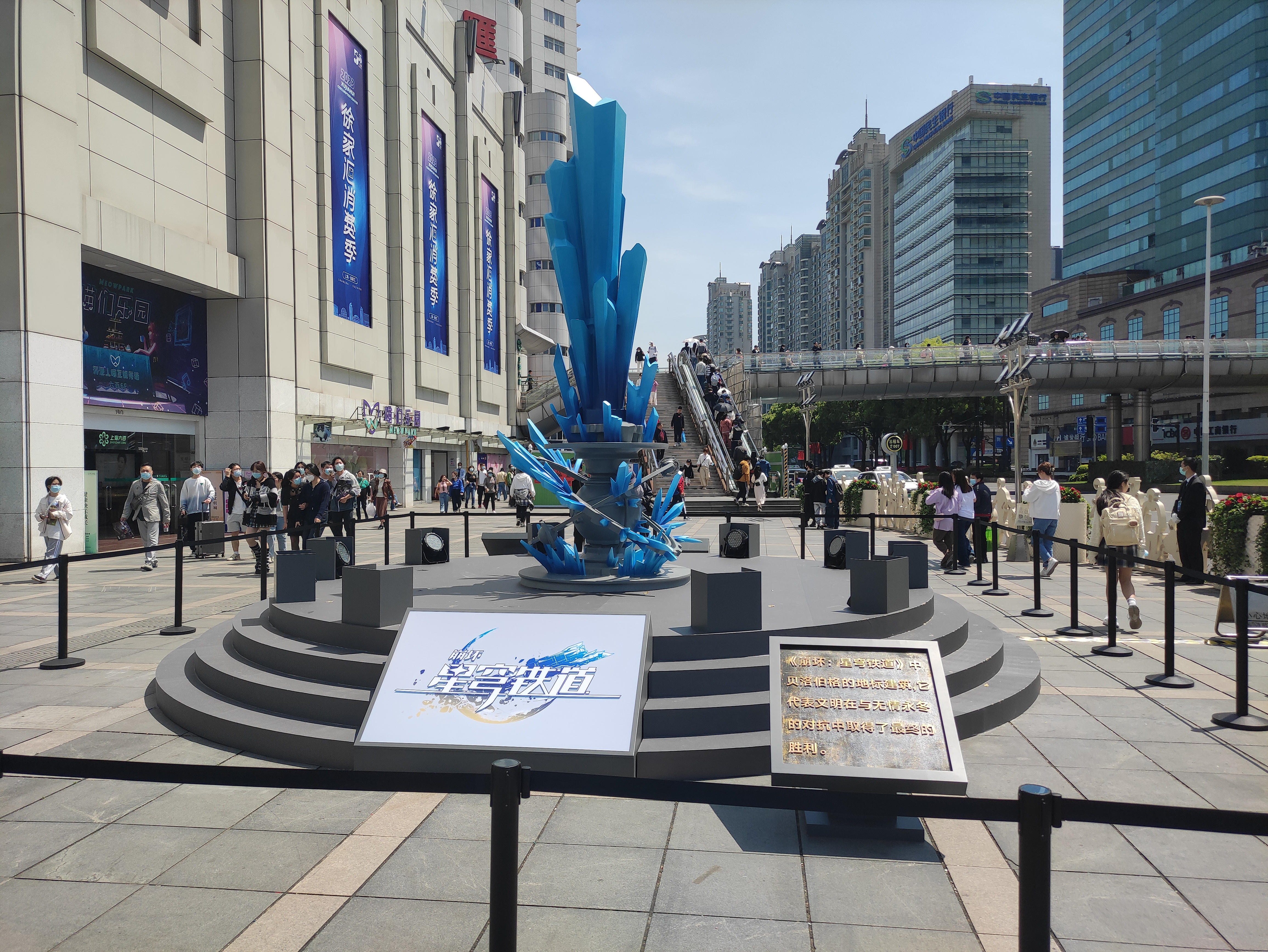
上海六百外广场

上海六百曾名為上海市第六百货商城，前身为中国百货上海市分公司第六门市部，是中華人民共和國上海市徐匯區徐家汇的一個商場。

## 历史
成立於1952年。商场共分六层，总营业面积约9480平方米。2001年起，上海六百業績有所下滑。2021年，上海徐家汇商城股份有限公司決定對上海六百拆除重建。2024年2月19日，上海六百停止营业，启动建筑整体拆除及重建工程。 

## 外部連結
- 官方网站